# Cotton Bowl Classic 2015 (janvier)
Ne doit pas être confondu avec Cotton Bowl Classic 2015 (décembre), joué dans le cadre de la saison universitaire 2015.
Match précédent Match suivant
Le Cotton Bowl Classic 2015 est un match de football américain de niveau universitaire joué après la saison régulière de 2014, le 1er janvier 2015 au AT&T Stadium d'Arlington en Texas aux États-Unis. 
Il s'agissait de la 79e édition du Cotton Bowl Classic. 
Ce match fait partie des 6 bowls se jouant le jour de l'an (New Year's Day) conformément au nouveau système mis en place par le College Football Playoff.
La rencontre a mis en présence les équipes de Michigan State Spartans issue de la Big Ten Conference et de Baylor Bears issue de la Big 12 Conference.
Elle a débuté à 11:46 am (heure locale) et a été retransmise en télévision sur ESPN, ESPN Deportes ainsi qu'en radio sur ESPN Radio et XM Satellite Radio.
Sponsorisé par la société Goodyear Tire & Rubber, le match fut officiellement dénommé le Goodyear Cotton Bowl Classic 2015.
Les Spartans de Michigan State gagnent après une remontée incroyable dans le dernier quart-temps puisqu'ils parviennent à remonter un déficit de 20 points pour finalement l'emporter 42 à 41. 
Trois records du Cotton Bowl Classic seront battus lors de ce Cotton Bowl Classic 2015 :
- le plus grand nombre de points inscrits cumulés : 83 points
- le plus grand nombre de yards gagnés cumulés : 1 146 yards
- le plus grand nombre de yards gagnés à la passe : 550 yards par QB Bryce Petty de Baylor.

menée à la mi-temps et il s'agit de son second bowl consécutif gagné lors du jour de nouvel-an (New Year's Day).

## Présentation du match
Le match a mis en présence l'équipe des Spartans de Michigan State issus de la Big 10 et l'équipe des Bears de Baylor issus de la Big 12. 
Il s'agit de la 2e rencontre entre ces deux équipes, la première ayant eu lieu en 1968 (victoire des Spartans de Michigan State 28 à 10).
| Équipes                                                                                         | Conférences | Entraîneurs   | Stats. saison rég. |
| ----------------------------------------------------------------------------------------------- | ----------- | ------------- | ------------------ |
| Spartans de Michigan State                                                                      | Big Ten     | Mark Dantonio | 10-2               |
| Bears de Baylor                                                                                 | Big 12      | Art Briles    | 11-1               |
| Arbitre : Jeff Flanagan (ACC) Équipe donnée favorite par les bookmakers : Bears de Baylor (3/1) |             |               |                    |

### Spartans de Michigan State
Avec un bilan global en saison régulière de 10 victoires et 2 défaites, Michigan State est éligible et accepte l'invitation pour participer au Cotton Bowl Classic 2015.
Ils terminent 2e de l'East Division de la Big Ten Conference derrière #1 Ohio State, avec un bilan en division de 7 victoires et 1 défaite. 
Ils sont classés à l'issue de la saison #8 au classement du CFP et #9 aux classements AP et Coaches'polls.
Il s'agit de leur 1er apparition au Cotton Bowl Classic.

### Bears de Baylor
Avec un bilan global en saison régulière de 11 victoires et 1 défaites, Baylor est éligible et accepte l'invitation pour participer au Cotton Bowl Classic 2015.
Ils terminent 1er de la Big 12 ex-aequo avec TCU, avec un bilan en conférence de 8 victoires et 1 défaites.
Ils sont classés à l'issue de la saison #5 aux classements CFP et Coaches et #4 au classement AP.
Il s'agit de leur 3e participation au Cotton Bowl Classic (défaites lors du Cotton Bowl Classic 1975, 41 à 20 contre Penn State et lors du Cotton Bowl Classic 1981, 30 à 2 contre Alabama).

## Résumé du match
Joué en indoors, température de 70 °F.
Début du match à 11:46 am (heure locale), fin à 15:46 pm (heure locale) pour une durée totale de 04:10 heures de jeu.
| ÉVOLUTION DU SCORE du COTTON BOWL CLASSIC 2015 |                              |                              |                              |                              |                              | |       |       |
| QT                                             | Temps                        | Drive                        | Drive                        | Drive                        | Équipe                       | Description de l'action | Score | Score |
|                                                |                              | Jeux                         | Yards                        | TDP                          |                              | | MSU   | BAY   |
| 1                                              | 12:27                        | 6                            | 75                           | 02:23                        | MSU                          | TD à la suite d'une course de 2 yards par RB Jeremy Langford + 1 point de conversion par kicker Michael Geiger                           | 7     | 0     |
| 1                                              | 08:56                        | 10                           | 93                           | 03:31                        | BAY                          | TD de 49 yards par WR KD Cannon à la suite d'une réception d'une passe de QB Bryce Petty + 1 point de conversion par Chris Callahan      | 7     | 7     |
| 1                                              | 05:06                        | 7                            | 60                           | 03:50                        | MSU                          | TD à la suite d'une course de 11 yards par WR R.J. Shelton + 1 point de conversion par Michael Geiger                                    | 14    | 7     |
| 1                                              | 02:32                        | 3                            | 66                           | 00:35                        | BAY                          | TD de 53 yards par WR Corey Coleman à la suite d'une réception d'une passe de WR Jay Lee + 1 point de conversion par Chris Callahan      | 14    | 14    |
| 2                                              | 08:13                        | 10                           | 73                           | 02:50                        | BAY                          | TD à la suite d'une course de 1 yard par QB Bryce Petty + 1 point de conversion par Chris Callahan                                       | 14    | 21    |
| 2                                              | 03:14                        | 6                            | 77                           | 01:48                        | BAY                          | FG de 25 yards par kicker Chris Callahan                                                                                                 | 14    | 24    |
| 3                                              | 14:32                        | 2                            | 76                           | 00:19                        | BAY                          | TD de 74 yards par WR KD Cannon à la suite d'une réception d'une passe de QB Bryce Petty + 1 point de conversion par Chris Callahan      | 14    | 31    |
| 3                                              | 11:23                        | 7                            | 19                           | 01:58                        | BAY                          | FG de 46 yards par kicker Chris Callahan                                                                                                 | 14    | 34    |
| 3                                              | 06:50                        | 9                            | 63                           | 04:26                        | MSU                          | TD à la suite d'une course de 2 yards par RB Jeremy Langford + 1 point de conversion par Michael Geiger                                  | 21    | 34    |
| 3                                              | 06:50                        | 7                            | 75                           | 02:47                        | BAY                          | TD de 18 yards par G LaQuon McGowan à la suite d'une réception d'une passe de QB Bryce Petty + 1 point de conversion par Chris Callahan  | 21    | 41    |
| 4                                              | 12:09                        | 5                            | 71                           | 02:09                        | MSU                          | TD de 8 yards par TE Josiah Price à la suite d'une réception d'une passe de QB Connor Cook + 1 point de conversion par Michael Geiger    | 28    | 41    |
| 4                                              | 04:55                        | 9                            | 60                           | 04:20                        | MSU                          | TD à la suite d'une course de 1 yard par RB Jeremy Langford + 1 point de conversion par Michael Geiger                                   | 35    | 41    |
| 4                                              | 00:17                        | 8                            | 81                           | 00:48                        | MSU                          | TD de 10 yards par WR Keith Mumphery à la suite d'une réception d'une passe de QB Connor Cook + 1 point de conversion par Michael Geiger | 42    | 41    |
| "TDP" = temps de possession.                   | "TDP" = temps de possession. | "TDP" = temps de possession. | "TDP" = temps de possession. | "TDP" = temps de possession. | "TDP" = temps de possession. | "TDP" = temps de possession. | 42    | 41    |

## Statistiques
| Statistiques par Équipes               | Statistiques par Équipes | Statistiques par Équipes  |
| Statistiques                           | MSU                      | BAY                       |
| -------------------------------------- | ------------------------ | ------------------------- |
| 1er downs                              | 29                       | 25                        |
| Conversion de 3e Down                  | 12/18                    | 6/15                      |
| Conversion de 4e Down                  | 1/3                      | 0/1                       |
| Jeux–yards                             | 88 jeux pour 552 yards   | 74 jeux pour 583 yards    |
| Yards à la course                      | 238 yards                | - 20 yards                |
| Yards à la passe                       | 314 yards                | 603 yards                 |
| Passes : Réussies-Tentées-Interceptées | 24/42 - 2 Int.           | 37/52 - 1 Int.            |
| Réussite en zone rouge/chances         | 6/7                      | 3/3                       |
| TD                                     | 6                        | 5                         |
| Field Goals                            | 0/0                      | 2/4 (1 raté et 1 bloqué)  |
| Sacks (Nombre-Yards perdus)            | 1 subi (6 yards perdus)  | 5 subis (39 yards perdus) |
| Fumbles (Nombre/Perdus)                | 1/0                      | 1/0                       |
| Pénalités (Nombre/Yards perdus)        | 7 (75 yards perdus)      | 11 (105 yards)            |
| Temps de possession                    | 36:42                    | 23:18                     |

| Meilleurs Joueurs (MVPs) | Meilleurs Joueurs (MVPs) | Meilleurs Joueurs (MVPs) | Meilleurs Joueurs (MVPs) |
| ------------------------ | ------------------------ | ------------------------ | ------------------------ |
| Systèmes                 | Noms                     | Équipes                  | Postes                   |
| Attaque                  | Bryce Petty              | Bears de Baylor          | QB                       |
| Défense                  | Taylor Young             | Bears de Baylor          | LB                       |

| Statistiques Individuelles | Statistiques Individuelles | Statistiques Individuelles      |
| -------------------------- | -------------------------- | ------------------------------- |
| Quaterbacks                |                            |                                 |
| MSU                        | Connor Cook                | 24/42, 314 yards, 2 TDs, 2 INT. |
| BAY                        | Bryce Petty                | 36/51, 550 yards, 3 TDs, 1 INT. |
| Meilleurs Coureurs         |                            |                                 |
| MSU                        | Jeremy Langford            | 27 courses, 162 yards, 3 TDs    |
| BAY                        | Shock Linwood              | 11 courses, 26 yards, 0 TD      |
| Meilleurs Receveurs        |                            |                                 |
| MSU                        | Tony Lippett               | 5 réc., 74 yards, 0 TD          |
| BAY                        | Antwan Goodley             | 9 réc., 93 yards, 0 TD          |
| Meilleurs Tackleurs        |                            |                                 |
| MSU                        | RJ Williamson              | 9 tackles, 1 assiste            |
| BAY                        | Taylor Young               | 5 tackles, 10 assistes          |